# Davtasjen
Davtasjen (armeniska: Դավթաշեն) är ett av de tolv distrikten i Armeniens huvudstad Jerevan. Davtasjen ligger på högra stranden av floden Hrazdan. Det gränsar till distrikten Ajapnyak och Arabkir i söder och provinsen Kotajk i norr. 
Dagens Davtasjen var känt som Aradzjin gjugh (armeniska: Առաջին գյուղ: bokstavligen Första byn) till 1930-talet, då det omdöptes till Davtasjen i samband med 1000-årsjubileet av det nationella eposet De djärva från Sasun, i vilket David av Sasun är den främste hjälten.

## Bildgalleri

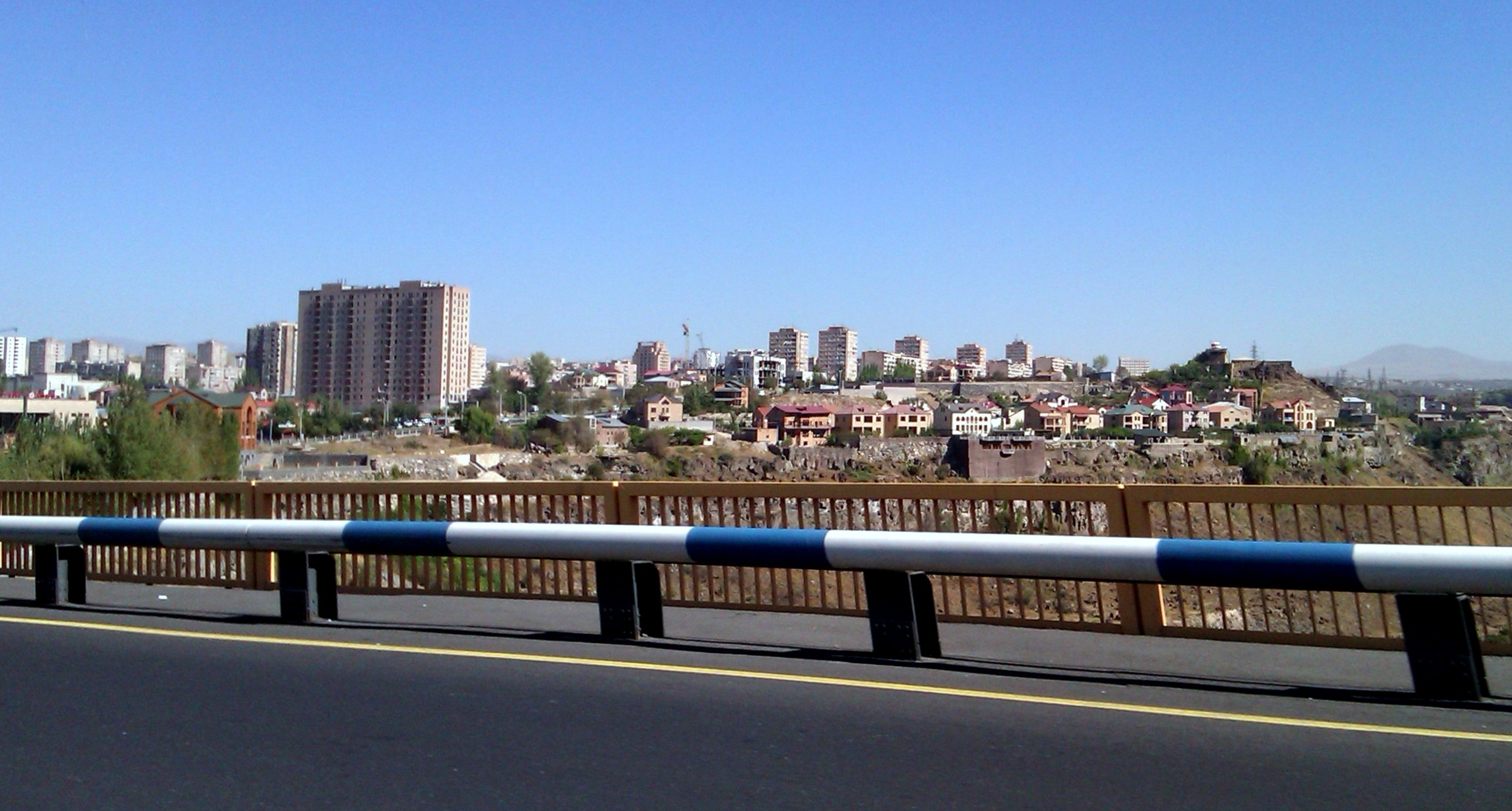
Vy av Davtasjen
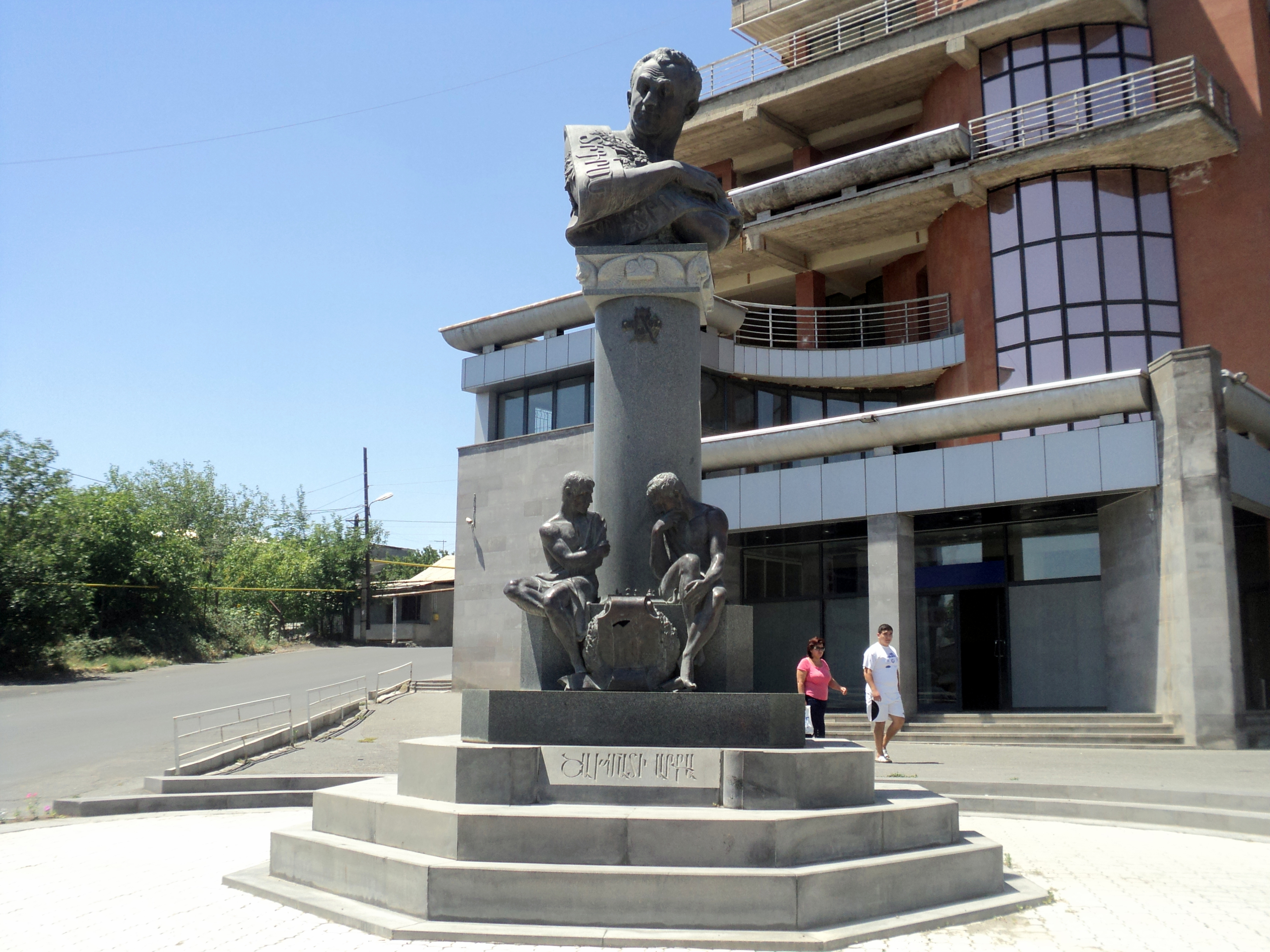
Staty över schackmästaren Tigran Petrosian, rest 2006
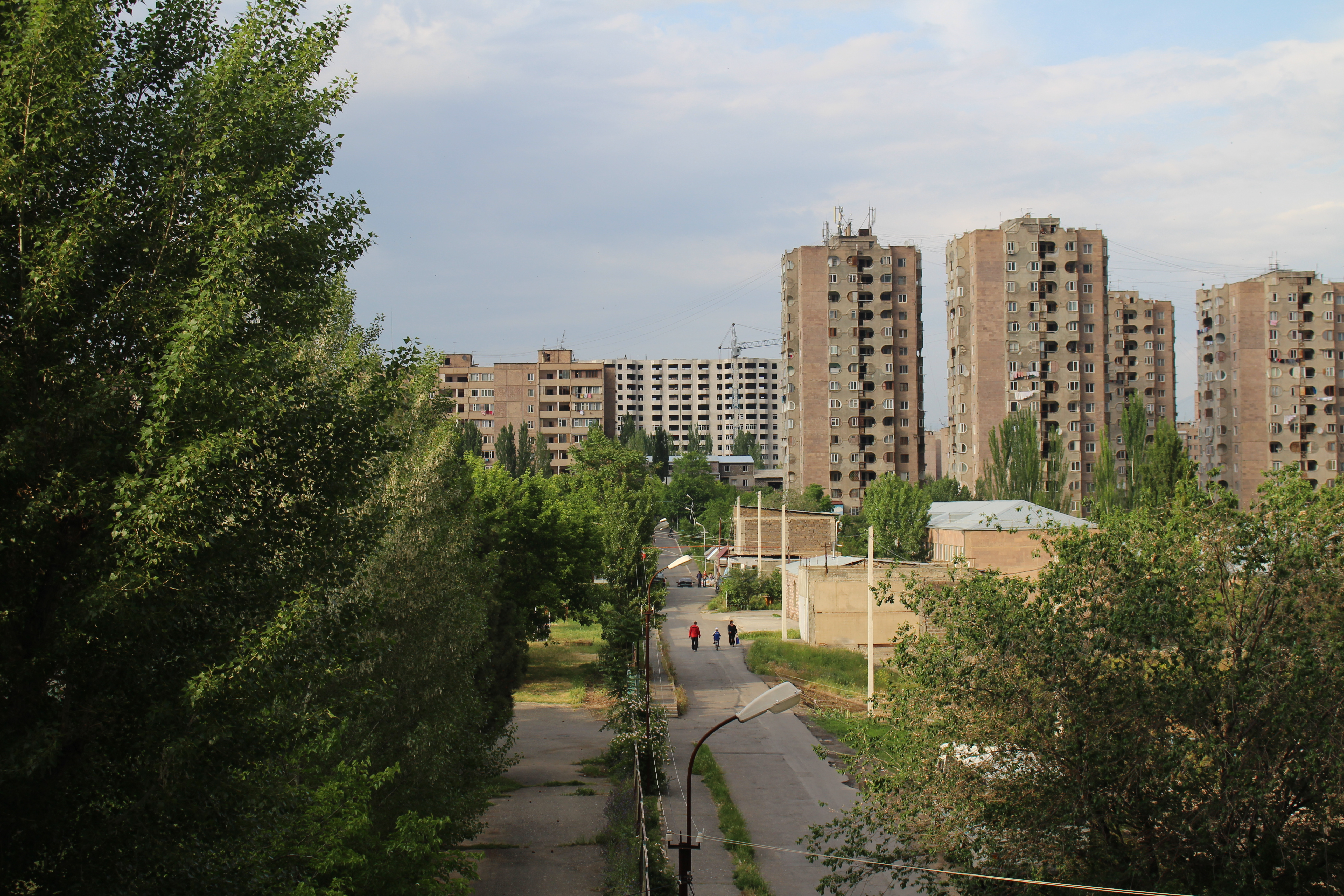
Bostadshus från sovjeteran
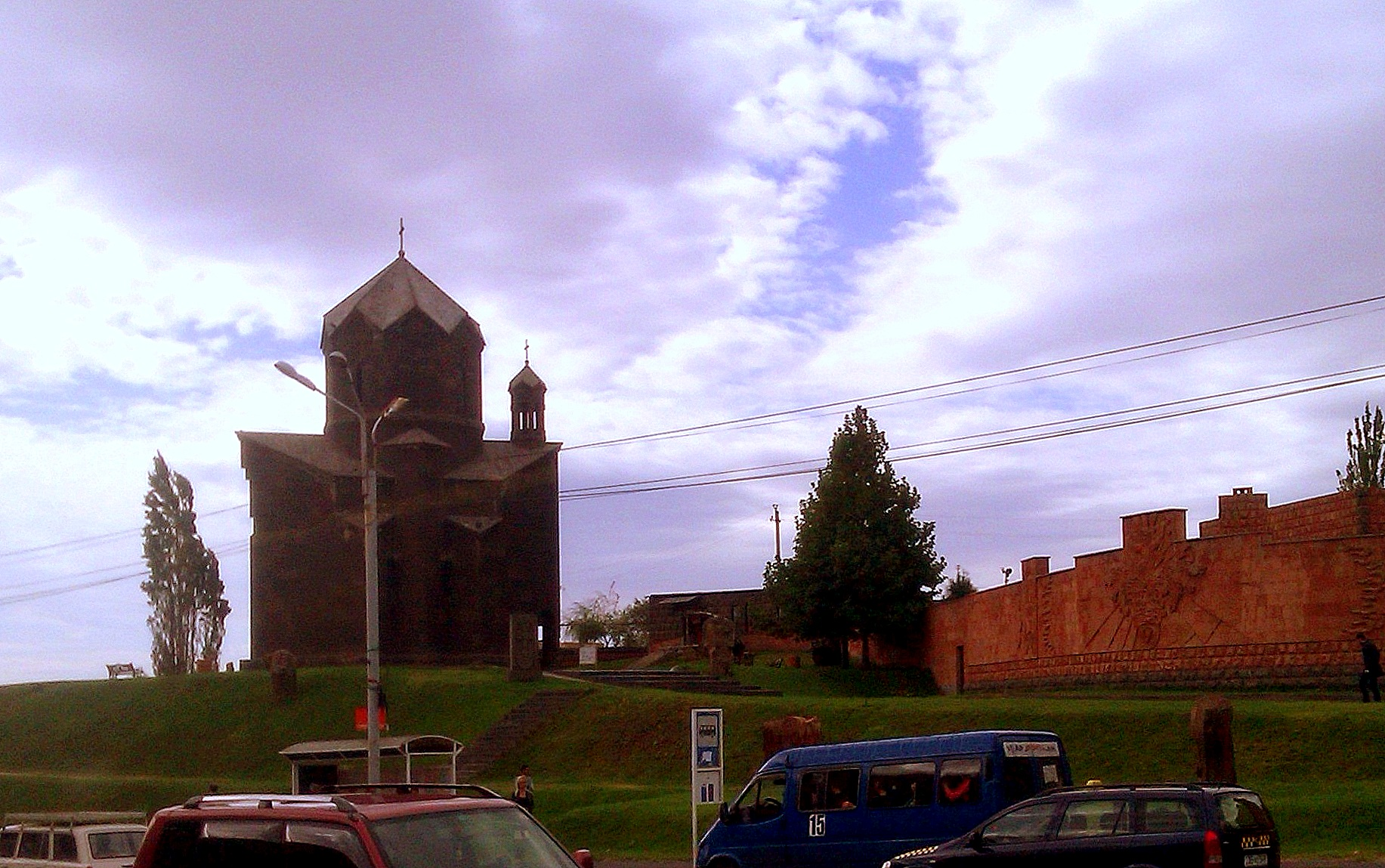
De heliga martyrernas kyrka

## Källor

Vy över distriktet Davtashen